# 巴斯克自治区政府主席
巴斯克自治区政府主席，巴斯克语音译伦达卡里是巴斯克自治區的政府首脑称谓，负责领导自治区地方政府行政机构的运作。
在巴斯克语中，“伦达卡里”意为“主席”，可以指任何国家、协会甚至俱乐部等组织的领导人物。

## 职责
政府主席由巴斯克自治区议会的议员代表以多数选举的方法产生。主席是自治区内的最高领袖，也对外代表巴斯克自治区政府的形象，还负责提名不同的理事（相当于部长），管理不同的政府部门，如财政部、文化部等等。

## 术语历史
“伦达卡里”是20世纪新创造出来的巴斯克语词汇，由“第一”（lehendabizi）和表示职业名称的後綴“-ari”构成。在1970年代巴斯克语标准化之前，巴斯克政府主席被拼写作。人们广泛认为两个单词均为巴斯克民族主义党成员创造的新词。
从“伦达卡里”词汇被创造出来开始，它都被用来指代任何公共或私人机构的负责人。所以“伦达卡里”并非仅用于指代“巴斯克自治区政府主席”，它还可以指代纳瓦拉共同体主席，议会主席，橄榄球俱乐部会长，民间组织会长，董事会主席等。

## 历任主席
政党
  巴斯克民族主义党 (PNV-EAJ) (6)

  巴斯克社会党-巴斯克左翼 (PSE-EE) (2)

| No. | 任期           | 任期           | 图象 | 姓名                   | 政党    | 在位时长  | 备注                                                       |
| --- | -------------- | -------------- | ---- | ---------------------- | ------- | --------- | ---------------------------------------------------------- |
| 1   | 1936年10月7日  | 1960年3月22日  |      | 何塞·安东尼奥·阿吉雷   | PNV-EAJ | 23年167天 | 由于西班牙内战中國民軍攻陷毕尔巴鄂，政府从1937年开始流亡   |
| 2   | 1960年3月22日  | 1979年5月2日   |      | 赫苏斯·马里亚·雷萨奥拉 | PNV-EAJ | 19年46天  | 佛朗哥时期流亡政府                                         |
|     | 1978年2月7日   | 1979年5月2日   |      | 拉蒙·鲁维亚尔          | PSE-EE  |           | 民主转型过渡时期“巴斯克总委员会主席”                       |
| 3   | 1979年5月2日   | 1985年3月2日   |      | 卡洛斯·加赖科切亚      | PNV-EAJ | 5年304天  | 短暂担任“巴斯克总委员会主席”，自治法施行后成为首任正式主席 |
| 4   | 1985年3月2日   | 1999年1月2日   |      | 何塞·安东尼奥·阿丹萨   | PNV-EAJ | 13年306天 |                                                            |
| 5   | 1999年1月2日   | 2009年5月7日   |      | 胡安·何塞·伊瓦雷切     | PNV-EAJ | 10年125天 |                                                            |
| 6   | 2009年5月7日   | 2012年12月15日 |      | 帕齐·洛佩斯            | PSE-EE  | 3年222天  |                                                            |
| 7   | 2012年12月15日 | 在任           |      | 伊尼戈·乌尔库留        | PNV-EAJ | 12年94天  |                                                            |